# Thoroughbreds
Purasangre (inglés: Thoroughbreds) es una película de suspense de comedia oscura adolescente independiente estadounidense de 2017, escrita y dirigida por Cory Finley en su debut como director . Sigue a la estudiante de secundaria Lily (Anya Taylor-Joy) y su amiga sin emociones Amanda (Olivia Cooke) mientras planean matar al padrastro de Lily (Paul Sparks) a través de un contrato con un traficante de drogas (Anton Yelchin). Francie Swift también protagoniza, como la madre de Lily.
Thoroughbreds se filmó a mediados de 2016. Dos semanas después de terminar la producción, Yelchin murió en un accidente. La película se estrenó como Thoroughbred en el Festival de Cine de Sundance el 21 de enero de 2017. Más de un año después, el 9 de marzo de 2018, recibió un amplio estreno por parte de Focus Features. Es la última película estadounidense protagonizada por Yelchin y está dedicada a él.
La película recibió críticas positivas de los críticos, que elogiaron la ambiciosa dirección, el guion y las actuaciones, especialmente de Cooke y Taylor-Joy. Recaudó 3 millones de dólares   frente a un presupuesto de producción de 5 millones de dólares.

## Trama
En los suburbios de Connecticut, Amanda, una estudiante de secundaria de clase alta, sacrifica a su caballo lisiado con un cuchillo, lo que resulta en cargos de crueldad animal .
Algún tiempo después, Amanda llega a la casa de Lily, más popular y con inclinaciones académicas. Anteriormente, las chicas eran mejores amigas, pero se distanciaron después de la muerte del padre de Lily. Se conocen con el pretexto de pasar el rato y tener una sesión informal de tutoría, pero Amanda sabe que su madre le ha pagado a Lily para que socialice con Amanda. Lily niega que le paguen, pero Amanda, quien dice que no experimenta emociones debido a un trastorno mental no especificado, no se inmuta. Lily se reencuentra con Amanda, esta vez de forma voluntaria, y reavivan su amistad.
Lily vive con su madre Cynthia y su padrastro Mark, a quien odia. Una noche, Amanda pregunta si Lily alguna vez ha pensado en matar a Mark, lo que molesta a Lily. Sin embargo, las tensiones aumentan entre Lily y Mark cuando Mark inscribe a Lily en un internado para niñas con problemas de conducta. Después de verlo reprender a Cynthia, Lily lo reconsidera y llama a Amanda sobre la idea de matarlo. Ella propone que Amanda realice el asesinato ya que Amanda no se sentiría culpable. Sin embargo, Amanda cree que su juicio pendiente por crueldad animal la convertiría en sospechosa inmediata. En cambio, deciden chantajear al traficante de drogas Tim (que anteriormente había estado en prisión por estupro de menor de edad) para que asesine a Mark mientras las dos niñas están fuera de la ciudad. La noche del asesinato planeado, Tim llega a la propiedad pero se marcha sin matar a Mark. Las chicas acuerdan no volver a contactar a Tim, ya que sus propios antecedentes penales le impedirán alertar a la policía. Lily se prepara impulsivamente para matar a Mark, pero Amanda la disuade de hacerlo.
Una noche, Lily y Amanda están viendo una película en la casa de Lily cuando Lily revela que le puso rohypnol a la bebida de Amanda para poder apuñalar a Mark e incriminar a Amanda. Lily intenta retirarse del plan, pero Amanda, al darse cuenta de que una vida sin emociones "no tiene sentido", termina voluntariamente su bebida. Mientras Amanda cae inconsciente, Lily asesina a Mark y unta a Amanda con su sangre, llorando y abrazándola para consolarla.
Algún tiempo después, Lily se encuentra con Tim, que ahora trabaja como valet en un restaurante. Tras la muerte de Mark, Lily ha vuelto a encontrar el éxito académico y se encuentra en una entrevista para la admisión a la universidad. Hablan sobre el asesinato (aunque Lily miente sobre lo que realmente sucedió), y Lily menciona haber recibido una carta de Amanda, quien ha sido internada en un hospital psiquiátrico por el crimen. Se muestra que la carta detalla la vida de Amanda en el hospital, incluido un sueño recurrente sobre un futuro en el que los humanos dejan que el mundo caiga en desorden debido a su vanidad, lo que lleva a que sea invadido por caballos de pura sangre. Amanda sonríe ante una foto de ella y Lily juntas, montando a caballo. Cuando Tim pregunta qué decía la carta, Lily dice que la tiró sin leerla.

## Elenco

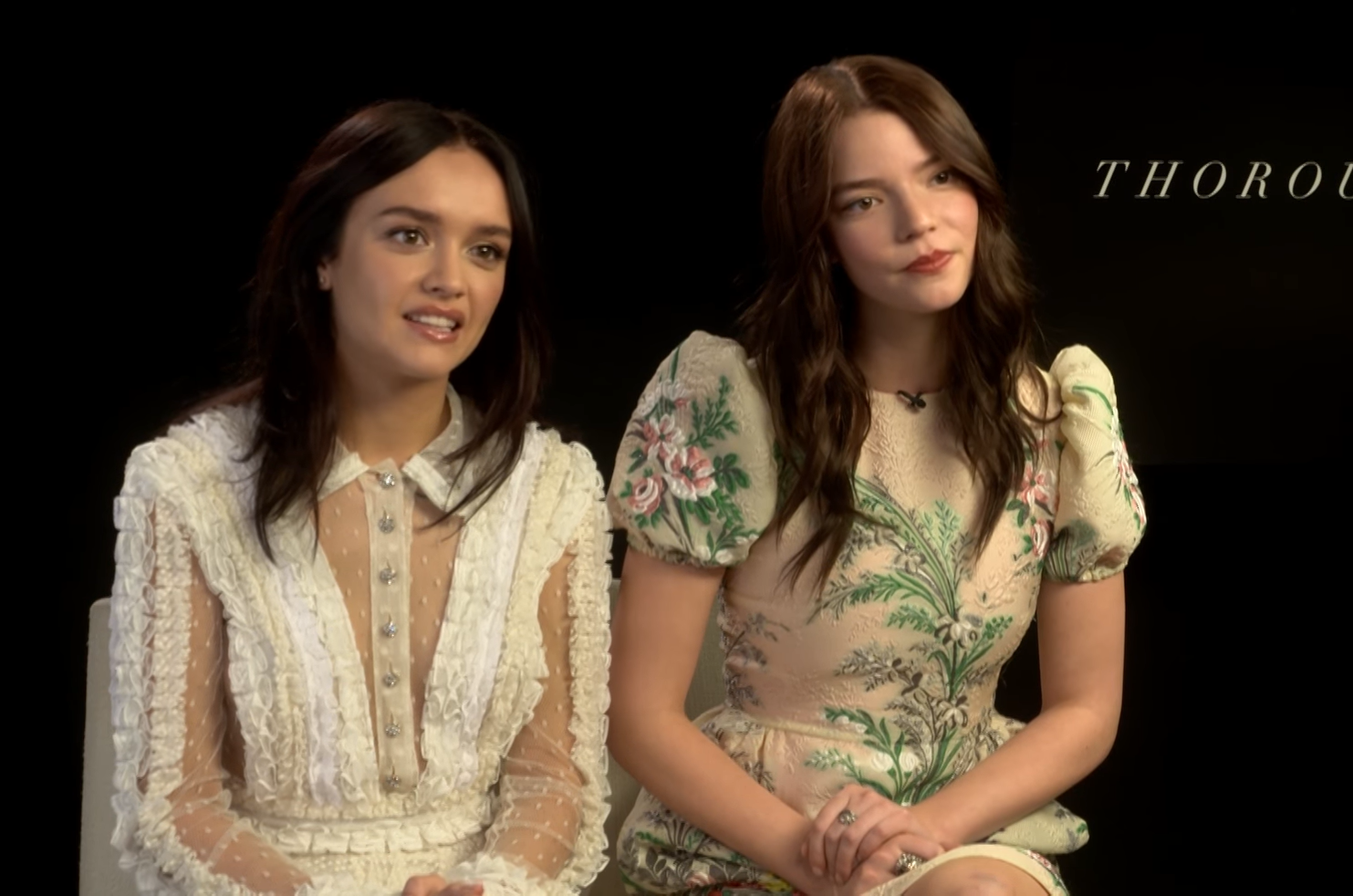
Olivia Cooke y Anya Taylor-Joy en una entrevista para Purasangre.

• Anya Taylor-Joy como Lily Reynolds
• Olivia Cooke como Amanda
• Antón Yelchin como Tim
• Paul Sparks como Mark, el padrastro de Lily.
• Francie Swift como Cynthia Reynolds, la madre de Lily.
• Kaili Vernoff como Karen, la madre de Amanda
• Alex Wolff como amigo de la fiesta

## Producción
El guion, que Finley esperaba que fuera producido como obra de teatro , fue adquirido para su producción como película por las compañías B Story (Nat Faxon, Jim Rash y Kevin J. Walsh) y June Pictures.
En abril de 2016, se anunció que Olivia Cooke, Anya Taylor-Joy y Anton Yelchin se habían unido al elenco. Finley dirigiría la película.
El rodaje comenzó el 9 de mayo de 2016, en las ciudades de Cohasset, Tewksbury, Scituate,  Westwood y Wellesley, en Massachusetts, y concluyó el 5 de junio de 2016, 14 días antes de la muerte de Yelchin. Finley dijo sobre su experiencia con Yelchin: "Toda la experiencia fue realmente increíble. Tan pronto como se incorporó, tuvimos una gran cena, donde hablamos sobre el cine negro como género. Él estaba muy enfocado en ese aspecto. de esta película, le encantaba el cine negro. Realmente sentí que no sabía nada sobre películas, hablando con él. También era el tipo más dulce, nunca te haría sentir menos que por no saber estas cosas. "Y divertido desde el principio, estuvo increíble en todo momento y aportó una descarga de energía".

## Estreno
La película tuvo su estreno mundial en el Festival de Cine de Sundance el 21 de enero de 2017, bajo el nombre Thoroughbred. Poco después, Focus Features adquirió los derechos de distribución de la película, retitulándola Thoroughbreds más adelante ese mismo año. Fue lanzado en los Estados Unidos el 9 de marzo de 2018.

## Recepción
En el sitio web del agregador de reseñas Rotten Tomatoes, la película tiene un índice de aprobación del 88% basado en 167 reseñas, con una calificación promedio de 7,3/10. El consenso crítico del sitio web dice: "Thoroughbreds hace malabarismos con los géneros con garbo, ofreciendo una entrada bien escrita y refrescantemente impredecible en el género de suspenso para adolescentes". En Metacritic, la película tiene una puntuación promedio ponderada de 75 sobre 100, basada en 37 críticas, lo que indica "críticas generalmente favorables".